# Mariana Jurian
Mariana Jurian (n. 9 iulie 1939, Ploiești, România) este inventator și inovator român, profesor universitar doctor inginer - electronică și telecomunicații, economist, cercetător științific principal, având ca domenii de competență rețele și sisteme de comunicații, echipamente de comunicații, sisteme satelitare, radiorelee, procesarea semnalelor, sisteme și echipamente electronice navale, modelare și simulare.

## Biografie
Între anii 1953-1956 a absolvit Liceul Teoretic ”Ana Ipătescu” din Constanța. A urmat cursurile la Universitatea Politehnica din București, Facultatea de Electronică și Telecomunicații, specializându-se în electronică aplicată și radiocomunicații în perioada 1956-1961. După obținerea diplomei de inginer electronist, urmează studii postuniversitare tehnico-economice între anii 1965-1967, devenind, astfel, inginer economist.
În 1980 obține titlul de doctor inginer în științe inginerești, inginerie electronică și telecomunicații, telecomunicații prin sateliți.

## Activitate
În perioada 1961-1968 este inginer, șef de stație la Radiodifuziunea Constanța. Între anii 1968-1974 este cercetător științific principal la Institutul de Cercetări și Proiectări în Telecomunicații. 
Este cadru didactic la Institutul de Marină „Mircea cel Bătrân” Constanța între 1971-1990, profesor asociat la Universitatea Politehnica din București (1993-2001) și cadru didactic la Universitatea din Pitești. Timp de 10 ani (1993-2004), Mariana Jurian a fost director general al Consiliului Național al Audiovizualului și secretar științific la Universitatea de Marină din Constanța.
Activitatea sa științifică numără peste 25 de contracte de cercetare, în care are calitatea de director, responsabil științific sau șef de colectiv, plus alte 7 contracte în care este membru al echipei de cercetare, elaborând mai multe studii și proiecte.

## Publicații
A publicat peste 150 de lucrări științifice în periodice, buletine științifice și în volumele conferințelor internaționale din Germania, Turcia, Finlanda, Slovacia, Bulgaria, Grecia, Franța, Polonia, Ungaria. A scris mai multe manuale, monografii, îndrumare de laborator și culegeri de probleme.
Este autor, coautor al mai multor cărți publicate în edituri recunoscute CNCSIS:
- Mariana Jurian,  Tehnica microundelor, Editura Andrei Șaguna, Constanța,1998, ISBN 973-9262-41-4;
- Mariana Jurian, D. Popa, Radiolocația. Principii și echipamente. Editura  Nautica, Constanța, 2006, ISBN 973-7872-24-X (Premiul Clubului Amiralilor și al Ligii Navale 2007);
- Mariana Jurian, Ștefan Victor Nicolaescu, Rețele de distribuție a programelor audiovizuale prin cablu, Editura Matrix ROM, București, 1999, ISBN 973-685-033-1;
- Emil Șofron, Mariana Jurian, Ioan Liță, Logica Bănică, Transfer electronic de documente. Aplicații software, Editura Universității din Pitești, 2005, ISBN 973-690-337-0;
- Emil Șofron, Mariana Jurian, Logica Bănică, Protocol de comunicare pentru transfer electronic de documente, Editura Universității din Pitești, ISBN 973-690-137-8;
- Daniel Alexandru Vișan, Ioan Liță, Mariana Jurian, Ion Bogdan Cioc, Dispozitive semiconductoare pentru microunde, Editura Matrix ROM, 2015, ISBN 978-606-25-0172-3;
- Ștefan Victor Nicolaescu, Mariana Jurian, Rețele wireless de acces. Alocarea dinamică și autoorganizarea resurselor, Editura Printech, București, 2010, ISBN 978-606-521-707-2;
- Mariana Jurian, Ștefan Victor Nicolaescu, Sisteme de comunicații radio, Editura GIR, București, 2017, ISBN 978-973-720-677-0;
- Ștefan Victor Nicolaescu, Mariana Jurian ș.a., Rețele virtuale compensate, Editura Printech, București, 2011, ISBN 978-606-521-707-2.

## Recunoaștere națională și internațională
A primit „Premiul de excelență” (Constanța, 2007) și „Diploma de Onoare” a Academiei Navale Constanța.
Este membru al mai multor societăți științifice naționale și internaționale:
- The Institute of Electrical and Electronics Engineers, SUA, din 1993, secțiunile: Education, Ocean Engineering & Sea Technology, Microwave;
- Theory and Techniques, Signal Processing, Antennas and Propagation, Multimedia, Broadcasting;
- The International Maritime Lectures Association, Anglia, 1994;
- SPIE - The International Society for Optics and Photonics;
- Academia Oamenilor de Știință (1988 - 2008); între anii 1989-1991 - membru în biroul filialei Constanța;
- CRIFST - Comitetul Român pentru Istoria și Filozofia Științei și Tehnicii, Academia Română, Filiala Argeș;
- Centrul de Radioastronomie Terestră și Spațială, 1995;
- Comisia de activități spațiale a Agenției Spațiale Române;
- Liga Navală;

- Asociația Generală a Inginerilor din România.

## Brevete
- Brevet de invenții -  „Depistator de perturbații în gama undelor metrice”  - OSIM, 58742/1973;
- Brevet de inovație - „Recepția semnalelor TV de la sateliți” - MapN, 286/1988.[3]

Realizează primul emițător TV bandă IV-V, primul radar anticoliziune ARPA etc.